# Probalinto
Probalinto (in greco antico: Προβάλινθος?, Probálinthos) era un demo dell'Attica situato tra il monte Pentelico e il monte Parnete.

## Storia
Il demo di Probalinto faceva parte della tetrapoli, uno dei dodici distretti in cui, secondo Strabone, il mitico re di Atene Cecrope aveva diviso l'Attica. Dei quattro demi che formavano la tetrapoli era Maratona quello di gran lunga più importante.